# 1732 en philosophie
Chronologie de la philosophie
- 1728
- 1729
- 1730
- 1731
- 1732
- 1733
- 1734
- 1735
- 1736

L’année 1732 a été marquée, en philosophie, par les événements suivants :

## Publications
- Henry Home  : Essays upon Several Subjects in Law.

## Naissances
- 11 janvier - Peter Forsskål, naturaliste, orientaliste et philosophe suédois (décédé en 1763 )
- 14 avril - Ferrante de Gemmis, philosophe et auteur italien (décédé en 1803 )
- 27 juillet - Johann Georg Bechtold, philosophe allemand, écrivain littéraire, rhéteur et théologien évangélique (décédé en 1805 )